# Internet Archive
Internet Archive er et nonprofit onlinebibliotek, der har en mission om at give "universal adgang til al viden". Biblioteket opbevarer permanent digitaliseret materiale, hvor den mest kendte indgang er Wayback Machine, der giver adgang til historiske udgaver af websites.
Brewster Kahle startede Internet Archive i 1996. Internet Archive har i perioden 1996-2009 arkiveret over 150 milliarder websider.
De primære datacentre er placeret i USA, og der findes en mirror i det nye Bibliotek i Alexandria; Bibliotheca Alexandrina i Egypten.